# Zahaccie (rejon miński)
Zahaccie (biał. Загацце, ros. Загатье, Zagatje) – wieś na Białorusi, w obwodzie mińskim, w rejonie mińskim, w sielsowiecie Krupica. W 2009 roku liczyła 20 mieszkańców.